# Église Saint-Pierre de Verrières
L'église Saint-Pierre est une église située à Verrières, en France.

## Description
Elle comporte deux cloches accordées au La, fondue en 1803 et pesant 450 kg, et au sol, fondue en 1815 et pesant 350 kg. La tour fut édifiée en 1863 avec le « puissant concours de Sa Majesté Napoléon III » qui offrit à l'époque un don de 4 000 Francs. Le sanctuaire de la chapelle est éclairé par cinq fenêtres ogivales, dont quatre sont illustrées par des scènes de la vie de Jésus en vitrail.
Le tympan du porche représentant le Couronnement de la Vierge, œuvre de Nicolas Halins.
- Des statues du XVIe siècle de 
  - saint Maur abbé[3]
  - et saint Martin[4],
  - Sainte Syre[5],
  - une Vierge de Pitié[6].
- Une dalle funéraire[7]gravé du texte

« CY GISENT LES CORPS DE FEU PIERRE / LECLERGET ESCUIER EN SON VIVANT / SEIGNEUR DE BUCHERES ET DU BOCHET / CONSEIGNEUR DES TERRES ET SEIGNEURIES / DE CORIVRAINES ET VILLETART ET / DAMOISELLE EDMEE DE MAUROY SON / ESPUZE EN SECONDES NOPCES [...] LESQUELZ / DECEDERENT SAVOIR LADITE DAMOISELLE / DE MAUROY LE 4e Septembre 1597 ET LEDIT SIEUR LECLERGET / LE 25e DECEMBRE 1614. »
- Des tableaux comme :
  - Les anges gardiens[8]
  - ainsi que  Jésus et les enfants[9] de Claude Thévenin réalisé en 1848.
  - Deux panneaux peints représentant la Descente de Croix et la Résurrection[10] du XVIIe siècle.
  - Jésus parmi les docteurs[11] de Stanislas Durondeau.
- Une chaire à prêcher en bois[12] du XVIIIe siècle.
- Des fonts baptismaux en calcaire rouge veiné de blanc qui est un faux marbre [13] du XVIIIe siècle.

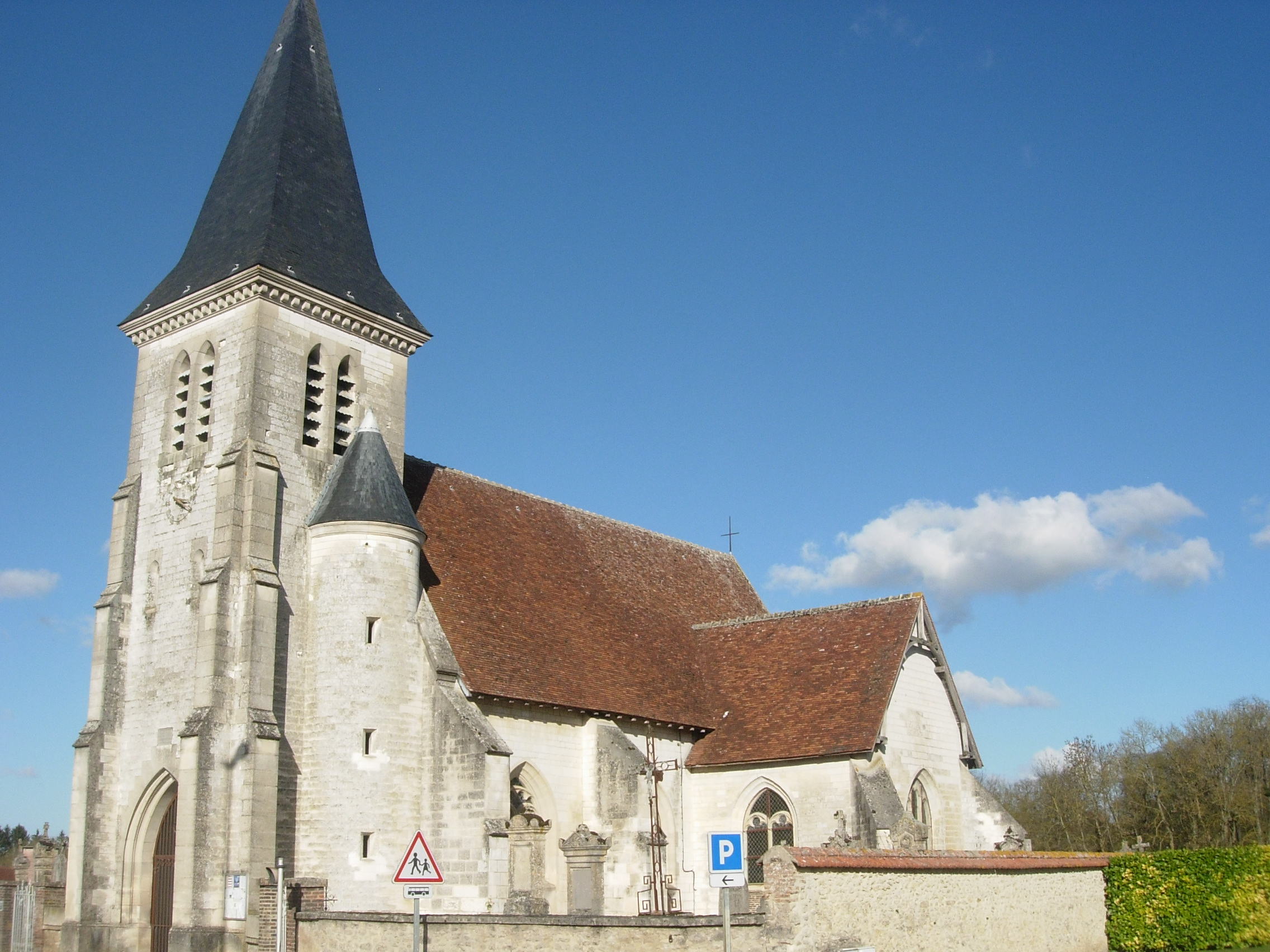
L'église de Verrières
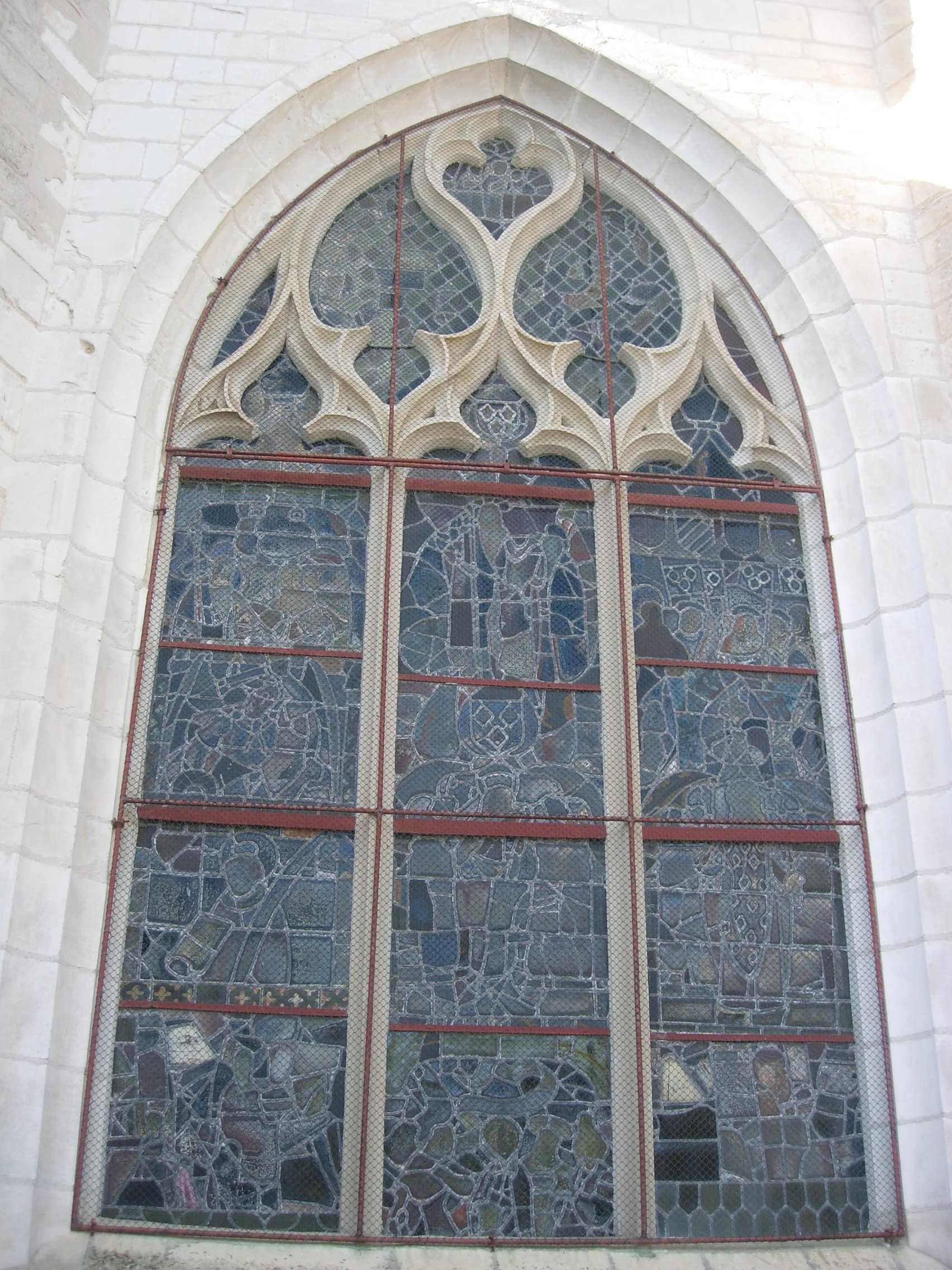
Fenêtre ogivale de l'église
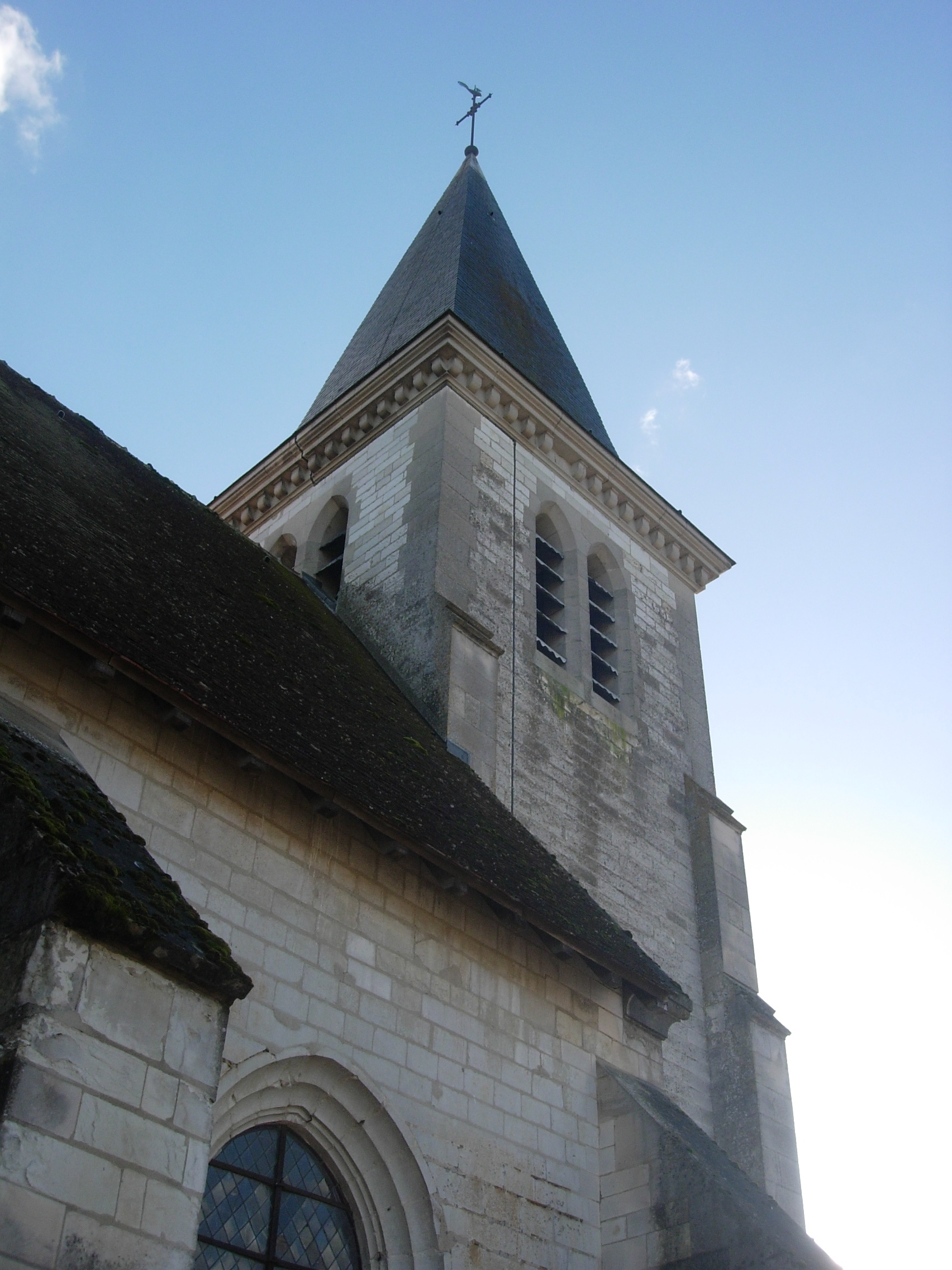
Clocher de l'église
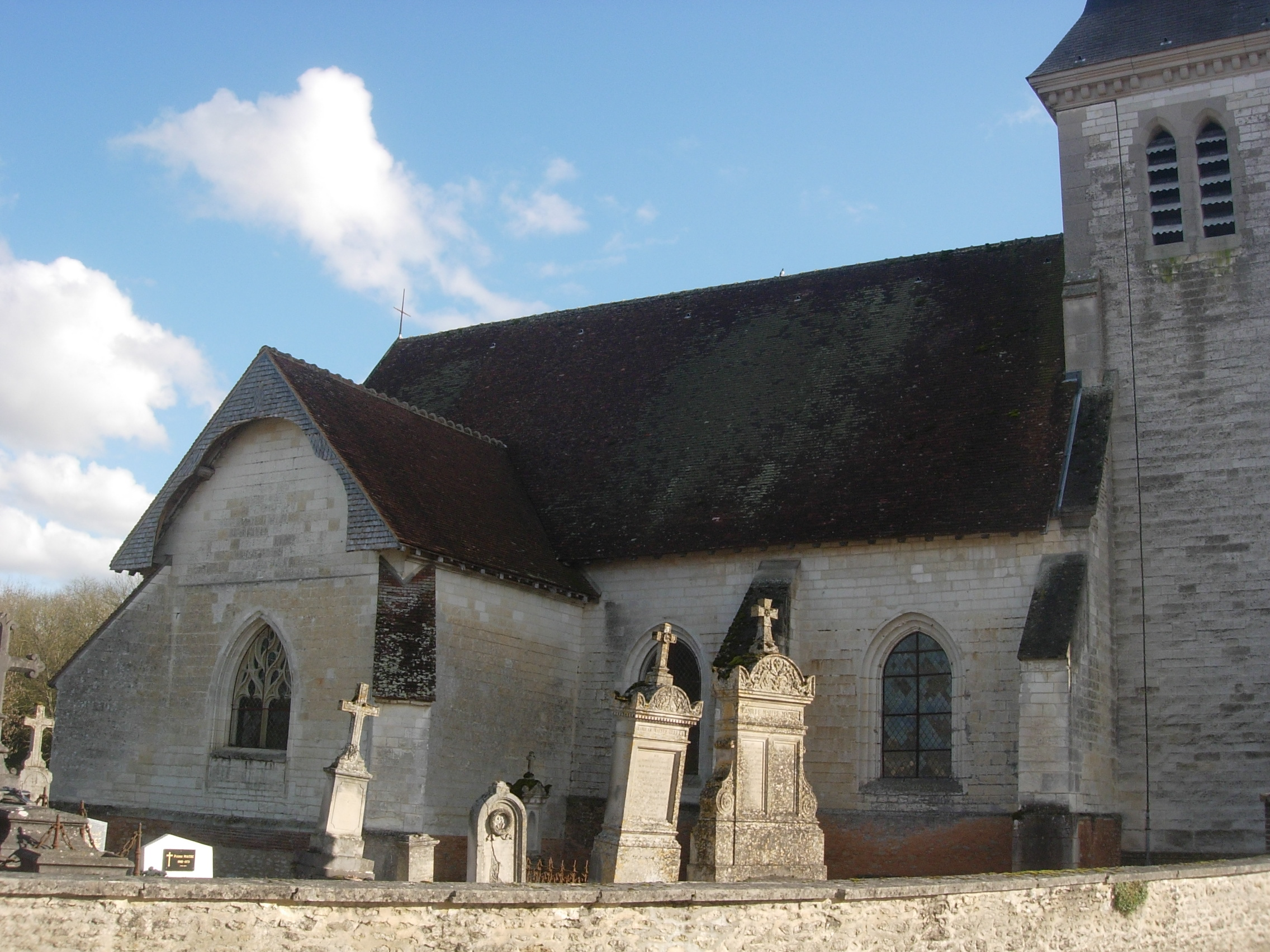
Église entourée de son cimetière

## Localisation
L'église est située sur la commune de Verrières, dans le département français de l'Aube.

## Historique
L'édifice est inscrit au titre des monuments historiques en 1937 et classé en 1937.